# Night of Champions 2015
Night of Champions (2015) was een professioneel worstel-pay-per-view (PPV) en WWE Network evenement dat georganiseerd werd door WWE. Het was de 9e editie van Night of Champions en vond plaats op 20 september 2015 in het Toyota Center in het Houston, Texas. Dit was het laatste evenement van Night of Champions. Night of Champions is vervangen door Clash of Champions.

## Matches
| Nr. | Match | Winnaar(s)                | Opmerkingen | Bron  |
| --- | --- | ------------------------- | --- | ----- |
| 1P  | Stardust en The Ascension (Konnor & Viktor) vs. Neville en The Lucha Dragons (Kalisto & Sin Cara)                | Stardust en The Ascension | Six-Man Tag Team match. | [ 2 ] |
| 2   | Kevin Owens vs. Ryback (c)                                                                                       | Kevin Owens (nc)          | Eén-op-één match voor het WWE Intercontinental Championship.                                                                                          | [ 2 ] |
| 3   | Dolph Ziggler vs. Rusev (met Summer Rae)                                                                         | Dolph Ziggler             | Eén-op-één match. | [ 2 ] |
| 4   | The Dudley Boyz (Bubba Ray Dudley & D-Von Dudley) vs. The New Day (Big E & Kofi Kingston) (met Xavier Woods) (c) | The Dudley Boyz           | Tag Team match voor het WWE Tag Team Championship. De Dudleyz wonnen door diskwalificatie.                                                            | [ 2 ] |
| 5   | Charlotte (met Becky Lynch & Paige) vs. Nikki Bella (c) (met Alicia Fox & Brie Bella) by submission              | Charlotte (nc)            | Eén-op-één match voor het WWE Divas Championship. Charlotte won door submission. Als Nikki gediskwalificeerd of uit geteld werd, verloor ze de titel. | [ 2 ] |
| 6   | The Wyatt Family (Braun Strowman, Bray Wyatt en Luke Harper) vs. Chris Jericho, Dean Ambrose en Roman Reigns     | The Wyatt Family          | Six-Man Tag Team match. The Wyatt's wonnen door technical submission.                                                                                 | [ 2 ] |
| 7   | John Cena vs. Seth Rollins (c)                                                                                   | John Cena (nc)            | Eén-op-één match voor het WWE U.S. Championship. | [ 2 ] |
| 8   | Seth Rollins (c) vs. Sting                                                                                       | Seth Rollins              | Eén-op-één match voor het WWE World Heavyweight Championship.                                                                                         | [ 2 ] |